# Radkî, Horol
Radkî (în ucraineană Радьки) este un sat în comuna Staroavramivka din raionul Horol, regiunea Poltava, Ucraina.

## Demografie
Componența lingvistică a localității Radkî
     Ucraineană (99,34%)
     Alte limbi (0,66%)
Conform recensământului din 2001, majoritatea populației localității Radkî era vorbitoare de ucraineană (99,34%), existând în minoritate și vorbitori de alte limbi.